# Ludwig Boltzmann
Ludwig Eduard Boltzmann (20 tháng 2 năm 1844 – 5 tháng 9 năm 1906) là một nhà vật lý nổi tiếng người Áo, thành viên của Viện Hàn lâm Khoa học Hoàng gia Áo, ông là người bắc cầu cho vật lý hiện đại, với những công trình đặt nền móng cho các lĩnh vực khoa học gồm cơ học thống kê và nhiệt động lực học thống kê. Ông là một trong những nhân vật có đóng góp lớn, bảo vệ cho thuyết nguyên tử khi mô hình nguyên tử vẫn còn đang gây ra sự tranh cãi cao. Ngoài Max Planck ra, ông cũng là người có công đầu đề xuất ý tưởng cho thuyết lượng tử.

## Tiểu sử

### Thời trẻ và sự giáo dục
Boltzmann sinh ra ở Viên, khi đó là thủ đô của Đế quốc Áo. Cha của ông, Ludwig George Boltzmann, là một công chức ngành thuế. Mẹ của ông, Katharina Pauernfeind, từ Salzburg. Từ nhỏ, Boltzmann được một thầy tư dạy học tại nhà. Sau đó ông học tại trường trung học ở Linz. Khi ông 15 tuổi, cha của ông qua đời.
Từ năm 1863, Boltzmann nghiên cứu vật lý ở trường Đại học Wien. Một số giáo viên của ông là Johann Josef Loschmidt, Joseph Stefan, Andreas von Ettingshausen và Jozef Petzval. Boltzmann nhận bằng tiến sĩ năm 1866. Công trình luận án tiến sĩ của ông về thuyết động học các chất khí do Stefan hướng dẫn. Năm 1867, Boltzmann đã là giảng viên đại học. Sau khi có bằng tiến sĩ, Boltzmann làm việc hai năm trong vai trò là trợ lý của Stefan. Sau đó Stefan đã giới thiệu ông vào các công trình của James Clerk Maxwell.

### Sự nghiệp
Năm 1869, ở tuổi 25, ông đã được bổ nhiệm là giáo sư vật lý toán, giảng viên của trường Đại học Graz. Năm 1869 ông đã làm việc vài tháng với Robert Bunsen và Leo Königsberger tại Heidelberg. Năm 1871, ông làm việc cùng Gustav Kirchhoff và Hermann von Helmholtz ở Berlin. Năm 1873 Boltzmann tới Đại học Wien làm giáo sư giảng dạy về toán học và ở đây đến năm 1876.

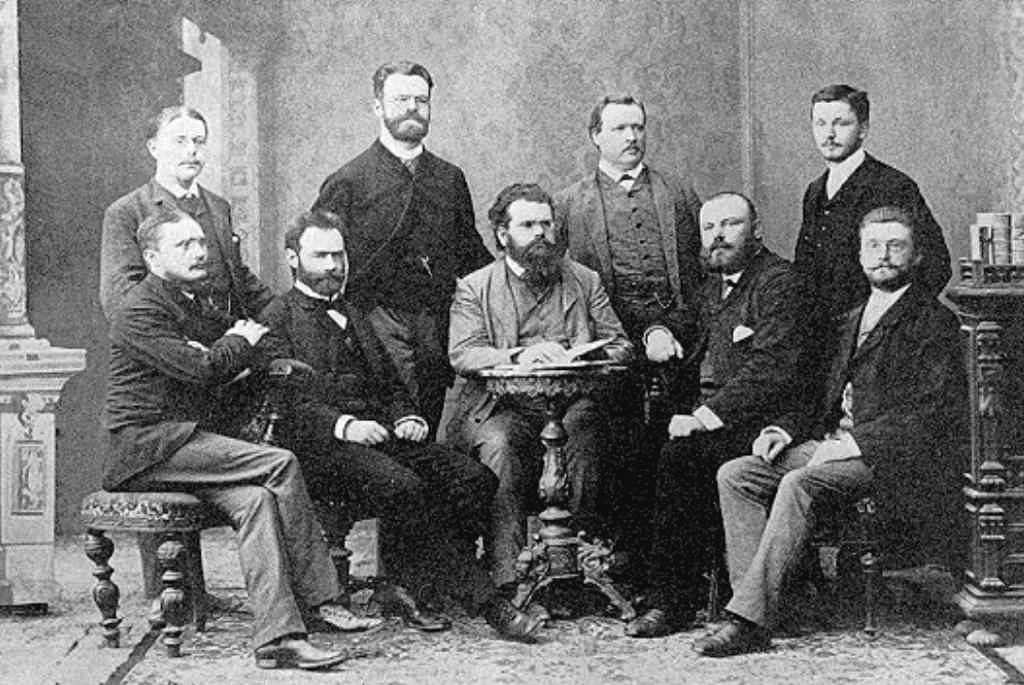
Ludwig Boltzmann và các đồng nghiệp ở Graz, năm 1887

Năm 1872, ông gặp Henriette von Aigentler, một giáo viên dạy toán và vật lý ở Graz. Năm 1876, Ludwig Boltzmann cưới Henriette von Aigentler; họ có ba con gái và hai con trai. Boltzmann quay trở lại Graz làm trưởng khoa Vật lý. Ông đã sống 14 năm hạnh phúc ở Graz và tại đây ông đã phát triển khái niệm về thống kê tự nhiên của mình. Năm 1885, ông trở thành một thành viên của Viện hàn lâm Khoa học Hoàng gia đế quốc Áo và năm 1887, ông trở thành Hiệu trưởng trường Đại học Graz.
Năm 1890, Boltzmann làm trưởng khoa vật lý lý thuyết của trường Đại học München tại Đức.
Năm 1893, Boltzmann kế nhiệm Joseph Stefan làm Giáo sư Vật lý lý thuyết của Đại học Wien.

## Đóng góp trong vật lý
Boltzmann là một nhà vật lý cổ điển, nhưng ông đã có ảnh hưởng lớn đến các lĩnh vực vật lý hiện đại gồm cơ học thống kê và nhiệt động lực học thống kê. Các phương trình Boltzmann là những ý tưởng trọng yếu cho nhiệt động lực học không cân bằng và các quá trình thuận nghịch. Boltzmann cũng có công lớn trong việc xây dựng và bảo vệ định luật hai của nhiệt động lực học, phát triển định nghĩa entropy từ quan điểm thống kê thuần túy và đánh đổ quan điểm chết nhiệt vũ trụ.
Phương trình entropy, được khắc trên bia mộ, là thành tựu khoa học vĩ đại của Boltzmann:
Phương trình entropy:{\displaystyle S=k\,\ln W}

## Phương trình Boltzmann
Phương trình Boltzmann mô tả động lực học của một chất khí lý tưởng.
{\displaystyle {\frac {\partial f}{\partial t}}+v{\frac {\partial f}{\partial x}}+{\frac {F}{m}}{\frac {\partial f}{\partial v}}={\frac {\partial f}{\partial t}}\left.{\!\!{\frac {}{}}}\right|_{\mathrm {collision} }}